# Uguaglianza di genere in Azerbaigian
L'uguaglianza di genere, nota anche come parità tra i sessi o parità di genere, è uno stato di accessibilità identica, uguale alle risorse ed alle opportunità, a prescindere dal sesso.
La dichiarazione universale dei diritti umani definisce i diritti umani uguali per uomini e donne. Purtroppo, le donne continuano ad essere il gruppo più vulnerabile al mondo che ha bisogno di meccanismi di protezione supplementari.
In poche parole, l'uguaglianza di genere intende rafforzare la protezione e promuovere tutti i diritti umani ugualmente per le donne e gli uomini.

## Storia
In passato, le donne hanno svolto un ruolo importante nella società azera ed avevano gli stessi diritti con gli uomini della famiglia. In particolare, i diritti delle donne durante i Khurramiti  erano molto estesi. 
Dopo lo stabilimento dell'Islam nel paese come religione dominante, si è manifestata la disuguaglianza di genere nella società. Questo è dovuto principalmente al fatto che nella Shari'a il potere assoluto di un uomo su una donna è chiaramente sottolineato.
Tuttavia, il primo stato democratico in oriente, la Repubblica Democratica dell'Azerbaigian (1918-1920), è stato uno dei primi paesi al mondo a concedere alle donne i diritti di voto e altri privilegi democratici.
La Repubblica Democratica dell'Azerbaigian ha gettato le basi per l'uguaglianza di genere in Azerbaigian, dando alle donne i diritti senza precedenti. Tutti i privilegi necessari sono stati concessi alle donne durante l'esistenza della Repubblica Democratica dell'Azerbaigian. Le donne che hanno raggiunto l'età di 20 anni hanno ottenuto il diritto di eleggere e di essere elette. A quel tempo, nei tanti paesi del mondo le donne erano prive di queste opportunità.
«Anche nella Repubblica Democratica dell'Azerbaigian, lo status di una donna era molto elevato», ha affermato Hijran Huseynova, presidente del Comitato statale per le questioni relative a famiglie, donne e bambini, ad una conferenza dedicata al 90 ° anniversario della creazione di Repubblica Democratica d'Azerbaigian ed al riconoscimento dei diritti delle donne.
Il coordinatore residente delle Nazioni Unite in Azerbaigian, rappresentante del PSNU Bruno Puezza, ha dichiarato che l'Azerbaigian ha una lunga tradizione nel campo della tutela dei diritti delle donne. Nel 1918, il nuovo parlamento indipendente dell'Azerbaigian, nella sua prima seduta, ha discusso la questione della parità tra i sessi e nel 1919 il parlamento ha approvato una legge che prevede uguali diritti per uomini e donne ", ha detto.
Più tardi, già sotto il controllo dell'Unione Sovietica, il ruolo delle donne in tutte le sfere della vita pubblica ha continuato a crescere, la parità di genere è stata raggiunta sia formalmente che praticamente.
Comunque, con il ripristino dell'indipendenza statale del paese, il problema di genere è stato ripreso di nuovo e rimane uno dei temi attuali fino ad oggi.

## Oggi
La soluzione del problema della parità di genere sia in tutto il mondo sia in Azerbaigian, rimane come uno degli obiettivi dello sviluppo del Millennio delle Nazioni Unite. L'uguaglianza di genere è un segno della democrazia e della società civile.
In Azerbaigian, sono state adottate una serie di leggi sulla parità di genere. La questione della parità di genere in Azerbaigian è una delle priorità del governo.
L'Azerbaigian occupa l'ottavo posto nella nuova classifica globale per l'uguaglianza di genere. Attualmente, il rating comprende 144 paesi.
Il Forum economico mondiale ha pubblicato un nuovo rapporto sull'indice divario di genere (Il Global Gender Gap Report) per il 2016. L'indice riflette lo status, i diritti e i ruoli delle donne e degli uomini in quattro settori fondamentali: istruzione, salute, economia e politica. L'Azerbaigian ha ricevuto 0,684 punti e si è collocato al 86º posto. Per quanto riguarda l'accesso all'istruzione delle donne, il paese ha il 83º posto in totale, ma il 38º posto per la partecipazione all'economia, il 138º posto per le opportunità nel settore sanitario, il 124º posto per il possesso del potere politico.

## Legislazione
Secondo la Costituzione della Repubblica di Azerbaigian, gli uomini e le donne sono uguali, in altre parole, hanno pari diritti e libertà e sono uguali davanti alla legislazione. La Costituzione vieta la discriminazione sulla base del genere, sesso. Inoltre, la discriminazione basata sul sesso nell'ambito dei diritti del lavoro non è consentita dalla Costituzione.
La Repubblica di Azerbaigian ha adottato un elenco di leggi a sostegno della parità di genere nel paese. Uno di essi è la legge sulle garanzie di uguaglianza tra donne e uomini, adottata il 10 ottobre 2006 e si compone di 21 articoli. Lo scopo della legge è quello di eliminare tutte le forme di discriminazione basate sul sesso. La legge prevede l'assicurazione dell'uguaglianza di genere nelle sfere politiche, economiche, sociali, culturali e in altri settori. Per attuare la legge, gli enti statali devono regolarmente esaminare la legislazione sulla parità di genere e, se necessario, modificarli. Inoltre, la diffusione delle informazioni sulla parità di genere e l'istruzione in questo settore sono state individuate come le misure principali per legge.
La legge successiva che supporta e non consente la disuguaglianza e la violenza nella società è la legge sulla prevenzione della violenza nella famiglia, adottata il 22 giugno 2010. La legge intende impedire la violenza domestica in particolare tra i parenti stretti e riabilitare le conseguenze negative legali, mediche e sociali della violenza domestica per le vittime e fornire loro assistenza legale e sociale. Non è menzionato chiaramente nella legge che il suo scopo principale è quello di proteggere le donne dalla violenza domestica. Tuttavia, è chiaro che nella maggior parte dei casi sono le donne che diventano vittime della violenza domestica. La legge chiaramente identifica tre tipi di violenza domestica: "violenza fisica interna", "violenza psicologica interna" e "violenza sessuale domestica".

## Cooperazione internazionale

### Convenzione sull'eliminazione di tutte le forme di discriminazione nei confronti delle donne
Nel 1995, l'Azerbaigian ha ratificato la Convenzione sull'eliminazione di ogni forma di discriminazione della donna (CEDAW).
La prima relazione del governo del Comitato dell'ONU sull'eliminazione della discriminazione contro le donne (CEDAW) è stata pubblicata il 16 settembre 1996. Nella Convenzione si chiarisce il termine "discriminazione contro le donne" e si investe pienamente della responsabilità nei confronti degli Stati membri per prendere tutte le misure appropriate per eliminare tutte le forme di discriminazione contro le donne.

### Fondo di sviluppo dell'ONU per le donne
La cooperazione tra Fondo di sviluppo delle Nazioni Unite per le donne (UNIFEM) e l'Azerbaigian è stata attuata nell'ambito del progetto regionale "Le donne per la prevenzione dei conflitti e la costruzione della pace nel Caucaso del sud". La prima fase del progetto è durato dal 2001 al 2004, orientata a promuovere le attività delle organizzazioni femminili e sostenere gli attivisti, i leader e i giovani nel tema di uguaglianza di genere, la costruzione della pace e la prevenzione dei conflitti. La seconda fase del progetto è continuata dal 2004 al 2007 con lo scopo di migliorare il livello dei risultati nel campo della parità di genere e rafforzare la tutela dei diritti umani basati sulla CEDAW, la risoluzione 1325 del Consiglio di sicurezza delle Nazioni Unite, gli obiettivi di sviluppo del millennio e la piattaforma d'azione di Pechino.

## Il Comitato statale per questioni della famiglia, delle donne e dei bambini
Il comitato statale per le questioni femminili è stato istituito con il decreto presidenziale del 14 gennaio 1998. Il comitato è stato sostituito con il comitato statale per le questioni relative alla famiglia, alle donne e ai bambini con un altro decreto presidenziale del 6 febbraio 2006. Lo statuto del Comitato è stata approvato con decreto presidenziale il 9 agosto 2006.
Il Comitato è l'organo esecutivo centrale (a livello ministeriale) con la sede a Baku, capitale dell'Azerbaigian, finanziato dal bilancio statale. Il Comitato è responsabile dell'attuazione della politica statale riguardo alla famiglia. Il Comitato può proporre atti giuridici, firmare accordi con le autorità competenti di paesi stranieri e organizzazioni internazionali. Gli atti e gli accordi adottati devono essere conformi alle esigenze della Costituzione dell'Azerbaigian, degli accordi internazionali a cui la Repubblica d'Azerbaigian fa parte e le leggi per lo svolgimento delle loro funzioni.